# Vulkaankrater

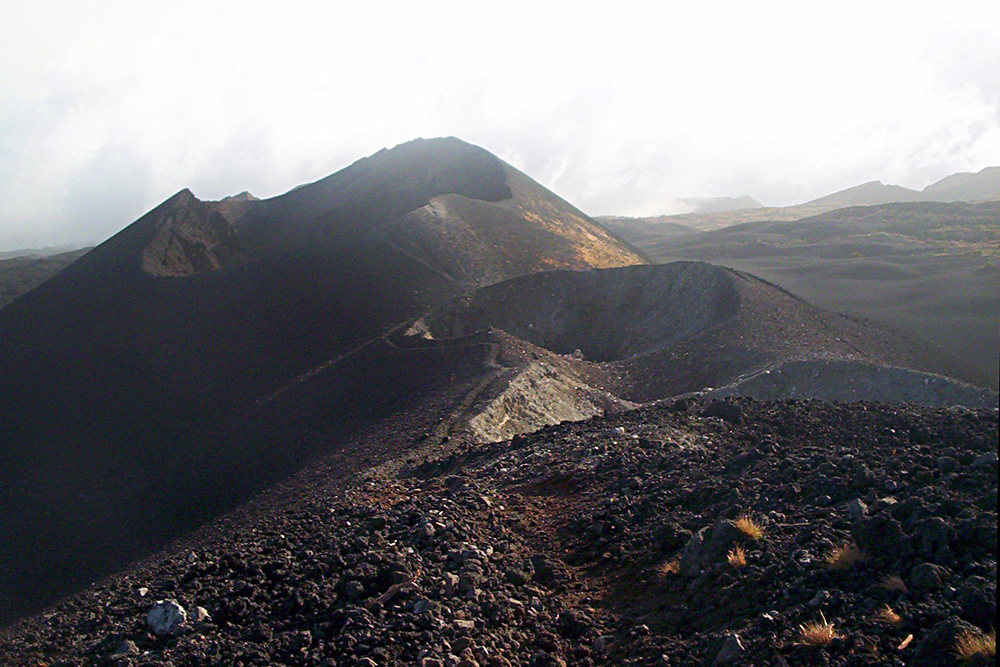
Kraters op Mount Cameroon, opname december 2005.

Een vulkaankrater is een krater in een planeetoppervlak waardoor, bij een vulkanische uitbarsting, lava aan het oppervlak komt. Meestal treft men een vulkaankrater aan aan de top van een vulkaan. Een bijzondere vorm van een vulkaankrater is een caldera.
Soms kan lava echter ook ontsnappen uit zogenaamde eruptiespleten die langgerekt (en niet cirkelvormig) zijn. Dit gebeurt bijvoorbeeld bij het ontstaan van vulkanische vlakten.
Wanneer water door neerslag in een krater blijft staan, wordt dit een kratermeer genoemd.